# Amvrosij (Skobiola)
Amvrosij (světským jménem: Andrej Petrovič Skobiola; * 22. února 1980, Korsakov) je ruský duchovní Ukrajinské pravoslavné církve Moskevského patriarchátu, arcibiskup volnovaský a vikář doněcké eparchie.

## Život
Narodil se 22. února 1980 v Korsakově. Roku 1983 se jeho rodina přestěhovala do města Jasynuvata v Doněcké oblasti.
Po střední škole pracoval jako automechanik v automobilovém závodu v Jasynuvatě. Během této doby byl čtecem chrámu svatého Mikuláše. Roku 1999 vstoupil do Nikolo-Vasylivského monastýru, kde byl 22. srpna 2001 postřižen na monacha se jménem Amvrosij na počest svatého Ambrože Optinského.
Dne 7. října 2001 jej metropolita doněcký a mariupolský Ilarion (Šukalo) rukopoložil na jerodiákona a 10. října 2003 na jeromonacha. Dne 18. dubna 2006 byl povýšen na igumena a o dva roky později nastoupil na Petrohradský duchovní seminář.
Dne 22. března 2012 byl povýšen na archimandritu a následující rok se stal dočasným představeným Nikolo-Vasylivského monastýru. Dne 20. června 2014 se stal řádným představeným.
Dne 3. dubna 2019 jej Svatý synod Ukrajinské pravoslavné církve zvolil biskupem volnovaským a vikářem doněcké eparchie. Biskupská chirotonie proběhla 6. dubna v Kyjevskopečerské lávře. Hlavním světitelem byl metropolita kyjevský a celé Ukrajiny Onufrij (Berezovskyj), který jej 17. srpna 2022 povýšil na arcibiskupa.